# Mannen på taket
Mannen på taket är en svensk kriminal-action/thriller-film från 1976 regisserad av Bo Widerberg. I huvudrollerna ses Carl-Gustaf Lindstedt, Sven Wollter, Thomas Hellberg och Håkan Serner. Filmen är baserad på boken Den vedervärdige mannen från Säffle av Sjöwall Wahlöö.
En natt mördas en patient på ett sjukhus brutalt med en bajonett. Martin Beck och hans kollegor får i uppdrag att utreda mordet. Det visar sig snart att offret var en poliskommissarie vid namn Stig Nyman. Efter flera förhör kommer det fram att Nyman var en riktigt dålig polis, men att kårandan inom polisen räddat honom från prickningar och degradering eller avsättning. 
Mördaren visar sig så småningom vara en tidigare polis, Åke Eriksson. Ungefär samtidigt som polisen besöker Erikssons föräldrar, förskansar sig Eriksson på ett tak på Dalagatan och börjar skjuta ner poliser. Försök att komma åt honom från en helikopter misslyckas och Beck blir skjuten i bröstet. Till slut lyckas några poliser, tillsammans med en privatperson, att oskadliggöra Åke Eriksson.
Filmen räknas som en av de bästa filmer, som gjorts i Sverige, och tilldelades vid Guldbaggegalan 1977 Guldbaggen för högsta kvalitetspoäng. Håkan Serner mottog Guldbaggen för bästa manliga huvudroll vid samma gala.

## Handling
En patient på Sabbatsbergs sjukhus i Stockholm blir en natt mördad på ett mycket brutalt sätt med en bajonett. Mannen var poliskommissarie Stig Nyman. Kriminalpolisen Einar Rönn, som är förste man på plats från våldsroteln, ringer sin kollega kriminalkommissarie Martin Beck, som startar en utredning tillsammans med Rönn. Under natten besöker de Nymans fru och son och meddelar att Nyman blivit mördad. Martin Beck besöker sedan Nymans tidigare arbetsplats, polisen i Klarakvarteren, där en kollega berättar om att Nyman var fåordig och att de yngre poliserna var rädda för honom. I polisarresten befinner sig samtidigt en ung man, spelad av Torbjörn Tännsjö, som klagar över hur han omhändertagits.
Lennart Kollberg ansluter under morgonen till gruppen och tar retoriskt upp frågan vem Nyman var och konstaterar, att Nyman var "en-in-i-helvetes-dålig-polis". Kollberg hade Nyman som befäl i det militära där Nyman var stamanställd och berättar att Nyman kallades "Den vedervärdige mannen från Säffle". Via Kollberg får Martin Beck och Einar Rönn reda på, att Stig Nyman var en riktigt dålig och osympatisk polis, som under sin levnadstid hade hunnit skaffa sig en hel del fiender. Beck, Rönn och Kollberg slår fast att motivet till mordet endast kan vara hämnd. De pratar om hur kårandan inom polisen gjort att Nyman sluppit åtgärder trots att många anmälningar mot honom gjorts. Beck besöker sedan Nymans närmaste man inom polisen, Harald Hult, i dennes lägenhet.
Utredningen leder fram till att poliserna efter en granskning av en hög med JO-anmälningar får avgörande information. Det visar sig att en flera år gammal händelse ligger bakom mordet. Fredrik Melander redogör för händelsen där Marja Eriksson, polismannen Åke Erikssons fru, tio år tidigare som diabetiker blivit felaktigt satt i fyllecell och där dött. Nyman var ansvarig, men poliserna skyllde på varandra och fick bara en varning – Stig Nyman slapp påföljd. 
Åke Eriksson genomgick en personlighetsförändring och anmälde Nyman till JO utan att något hände. Eriksson blev en extrem pedant på jobbet, vilket ledde till prickningar. Beck och Rönn åker ut till Erikssons gamla föräldrar i Segeltorp, som berättar om sonen, och hur han blivit av med vårdnaden av dottern Malin, som omhändertagits av barnavårdsnämnden. Fadern berättar, att barnavårdsnämnden i samband med sin utredning kontaktat Åke Erikssons chefer, däribland Stig Nyman, som var hans chef inom polisen. 

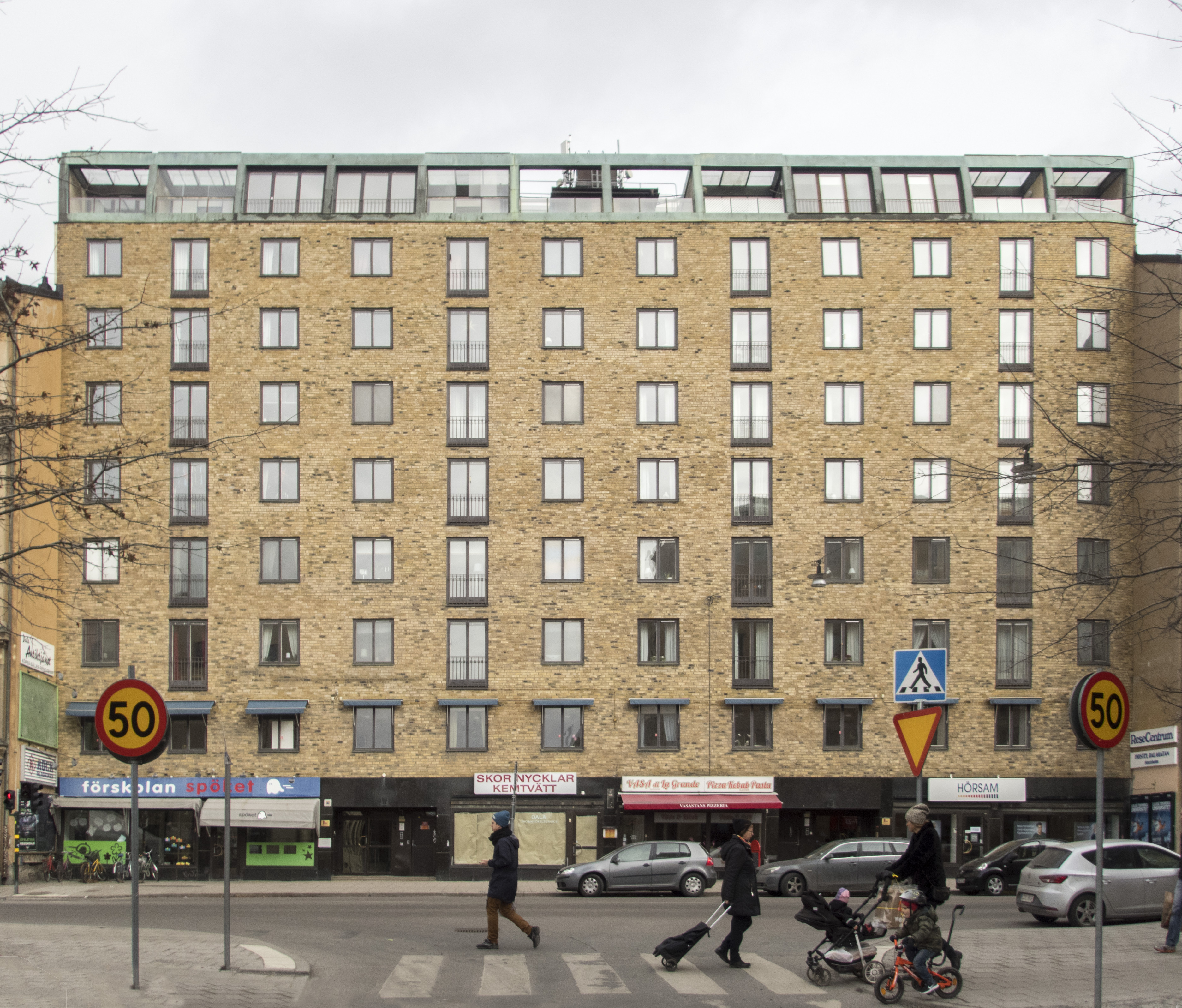
Dalagatan 34, där flera av action-scenerna utspelar sig

Erikssons far berättar om sonens olika vapen vid kaffet och att han var en av kårens bästa skyttar. Det framgår att han har tunga vapen, bland annat ett Johnson M41 automatgevär. Samtidigt ser man hur en man går upp på taket med vapnet – Åke Eriksson är mannen på taket i centrala Stockholm (Dalagatan 34). På Erikssons pojkrum hittar Beck och Rönn ett korsord där Eriksson fyllt i Stig Nyman och Martin Beck samt ytterligare poliser med kors bakom namnen.
På Sabbatsbergs sjukhus åker poliskonstaplar iväg och passerar Eastmaninstitutet. De stannar för att kontrollera en felparkerad Volkswagen 1300 – Åke Erikssons bil. När konstapeln tittar på bilen skjuter Eriksson från taket och träffar polismannen. Eriksson skjuter en andra polis. Samtidigt anländer Kollberg och Gunvald Larsson och tar sin tillflykt till institutet medan Eriksson fortsätter skjuta med kulsprutan. Larsson och Kollberg slår sig in i Eastmaninstitutet och ringer in larmet. Stockholms innerstad spärras av och en folksamling bildas på Odenplan.
När polischefen intendent Malm uppmanar Eriksson att ge sig svarar han med att prickskjuta ner en polisman. Polisens specialstyrkor försöker sedan oskadliggöra Eriksson, men misslyckas. Bland annat skjuter Eriksson en polisman, som firats ner från en helikopter för att skjuta Eriksson. En annan helikopter beskjuts av Eriksson och störtar ner på Odenplan och fattar eld. Polischefen Malm funderar på att kalla in militären efter de misslyckade försöken. Eriksson skjuter sedan även Martin Beck, som försökt ta sig upp på taket. Kollberg lyckas fira ner Beck med hjälp av rep samtidigt som Gunvald Larsson beslutar sig för att gå upp för att oskadliggöra Eriksson och frågar samtidigt efter frivilliga. En byggnadsarbetare, som bor i huset, anmäler sig och följer med upp tillsammans med Harald Hult, som också anmält sig som frivillig. I filmens slutscen skjuter byggnadsarbetaren Eriksson och Hult slår därefter till Eriksson, som blir medvetslös. Filmen slutar med att kameran zoomar in Erikssons ansikte.

## Rollista
- Carl-Gustaf Lindstedt som Martin Beck, kriminalkommissarie
- Sven Wollter som Lennart Kollberg, kriminalpolis
- Thomas Hellberg som Gunvald Larsson, kriminalpolis
- Håkan Serner som Einar Rönn, kriminalpolis
- Ingvar Hirdwall som Åke Eriksson, mannen på taket
- Bellan Roos som Fru Eriksson, Åke Erikssons mamma
- Gus Dahlström som Herr Eriksson, Åke Erikssons pappa
- Hadar Johansson som Stig Nyman
- Harald Hamrell som Stefan Nyman, Stig Nymans son
- Birgitta Valberg som fru Nyman
- Carl-Axel Heiknert som Palmon Harald Hult, Förste polisassistent
- Torgny Anderberg som Stig Malm, polisintendent
- Folke Hjort som Fredrik Melander, kriminalpolis
- Eva Remaeus som Fru Kollberg
- Gunnel Wadner som Fru Beck

## Produktion

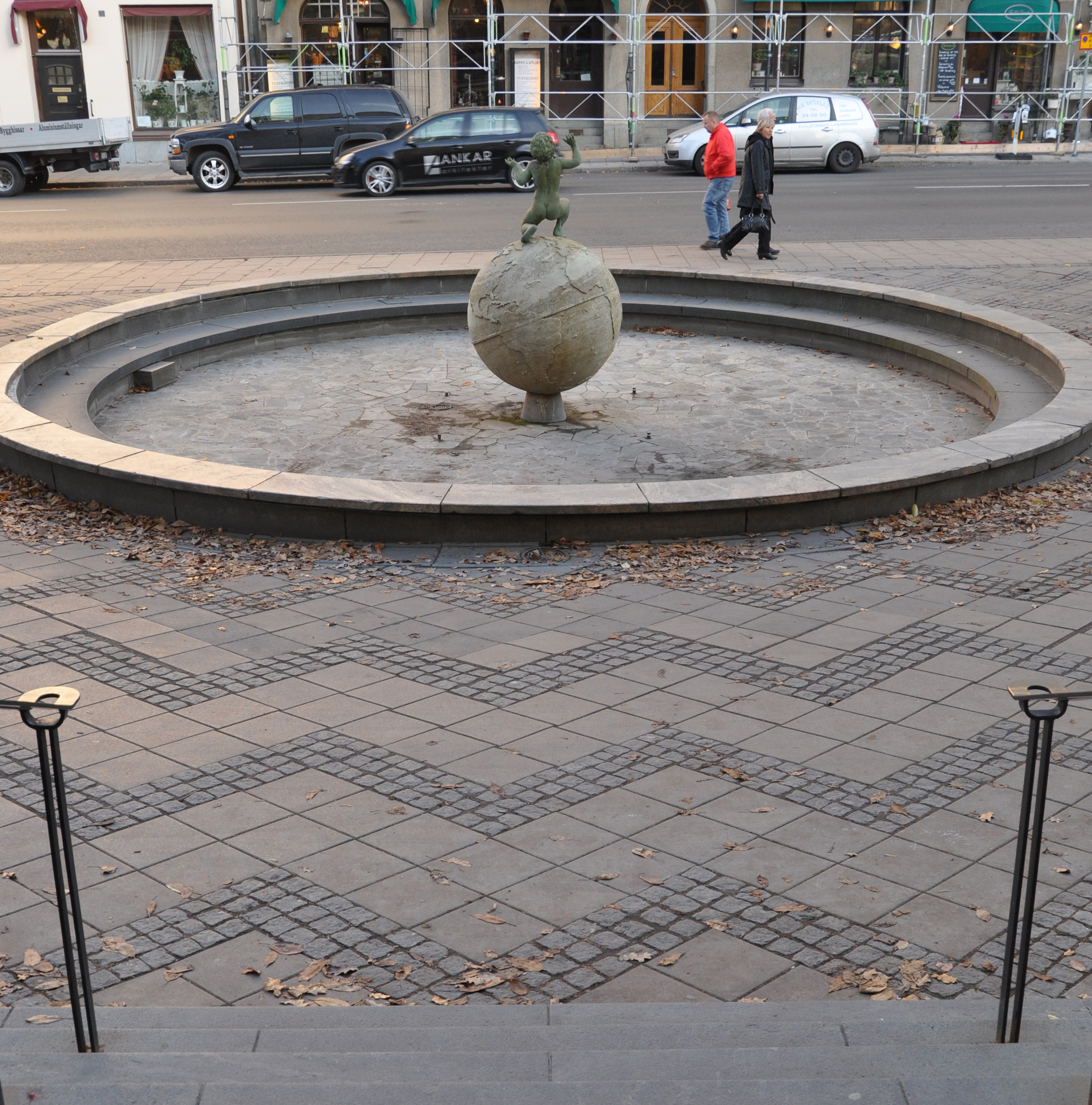
"Det ligger två döda polismän i fontänen utanför Eastmaninstitutet", löd en replik i filmen.

Bo Widerberg hade sett French Connection – Lagens våldsamma män (1971) och ville göra en motsvarande svensk film. 
Filmen är väldigt lik boken, som den bygger på, där den största skillnaden är att helikopterkraschen äger rum på Odenplan istället för Vasaparken. Bo Widerberg ändrade haveriplatsen till en mer spektakulär på Odenplan – fullpackad med människor. Inspelningen vid Odenplan gjordes med 3 000 statister på Långfredagen 1976. Bo Widerberg gillade inte teaterblod utan använde i filmen riktigt grisblod, som hämtats färskt från ett slakteri. Totalt användes cirka åtta liter. De flesta poliser och journalister i filmen spelas av riktiga poliser och journalister. Försäkringsbolagen hävdade att helikopterkraschen skulle vara för farligt att filma från nära håll, så regissören Bo Widerberg fick själv filma denna sekvens med en handhållen kamera från de mest riskfyllda vinklarna. 
I boken använder Åke Eriksson ett Johnson M1941, automatgevär med inbyggt magasin, men i filmen användes en Johnson M1941, lätt kulspruta med löstagbart magasin. 
Stativ användes inte för denna film - allt är filmat med handhållen kamera, unikt för den svenska filmbranschen vid tiden för fotograferingen. 
Martin Beck bor i Bagarmossen och i filmen ses han komma ut från Bagarmossens dåvarande tunnelbanestation ovan jord som fanns fram till 1994. Kollberg bor i närheten av tunnelbanestationen Skärmarbrink, men kör en Toyota till jobbet. 
Flickan som skriker på den förbipasserande buss 47 vid Eastmanfontänen är Michaela Jolin. Bo Widerbergs son, Johan Widerberg, debuterar som baby i denna film. Han skulle senare medverka i ytterligare en Beck-film, Polismördaren.
Widerberg medverkar även själv i filmen, som en man i röd tröja på Odenplan.

## Utgivning
Mannen på taket hade premiär på biografen Spegeln i Stockholm, och har sedan dess visats 8 gånger på TV (Senaste gången den 4 januari 2016). I augusti 2004 släpptes Mannen på taket på DVD i en specialutgåva med två skivor, där den andra skivan innehåller bonusmaterial från inspelningarna och intervjuer med filmskaparna. Nyutgåvan fick bra kritik från filmkritiker.
Ronny Svensson som producerade specialutgåvan på DVD citerade Mannen på taket så här i samband med utgivningen: "Böckerna om Martin Beck har filmats flera gånger såväl utomlands som här i Sverige. Men det finns en bok som ingen har gett sig på att filma mer än en gång och det är Den vedervärdige mannen från Säffle. Den enkla förklaringen till det är att det är den boken som ligger till grund för Bo Widerbergs Mannen på taket och man kan aldrig göra om ett mästerverk!" (Det förtjänar dock att påpekas, att av de tio Beck-romanerna, så är det faktiskt bara Roseanna som har filmats mer än en gång).
Under 2005 gavs det även ut en liten enklare version av filmen, med endast en skiva.
2020 släpptes en nyrestaurerad utgåva av filmen på Bluray.

## Mottagande

### Intäkter
Mannen på taket blev en kommersiell succé, och drog in 10 780 000 SEK i intäkter. 750 000 biobesökare i Sverige såg filmen på bio. Under hösten 1987 var Mannen på taket Filminstitutets näst största publikframgång.

### Kritiskt mottagande
Mannen på taket har mottagit mycket bra kritik. Filmen fick bra kritik för actionscenerna, humorn och dialogerna. På webbsidan Rotten Tomatoes har filmen graderingen 89% med betyget 4/5 i genomsnitt, baserat på 712 recensioner. Jens Peterson på Aftonbladet gav den en positiv recension och beskrev "Den första svenska actionfilmen kom 1976 och står sig bra. Jake Bolin på Moviezine konstaterade att: "1976 visade Bo Widerberg världen att det gick alldeles utmärkt att göra ypperlig polisaction på svenska." I en mer kritisk recension av Björn Fremer för KvP beskrev han: "Aktörerna talar sakta och eftertänksamt. Filmen står stilla i nästan en och en halv timme mellan den fina upptakten med mordet på Sabbatsberg och den avslutande massakern på Dalaplan." 

### Priser
Filmen tilldelades vid Guldbaggegalan 1977 Guldbaggen för högsta kvalitetspoäng. Håkan Serner mottog Guldbaggen för bästa manliga huvudroll vid samma gala.
Filmen är en av titlarna i boken Tusen svenska klassiker, från 2009.

## Kuriosa
- I Mannen på taket gör Ingvar Hirdwall rollen som Åke Eriksson (mannen på taket). I de nyare Beckfilmerna, från 1997 och framåt, gör Hirdwall rollen som Martin Becks granne.[14]
- Ingvar Hirdwall, som spelar mannen på taket, lider av svindel i verkliga livet.
- I Mannen på taket gör Harald Hamrell rollen som Stefan Nyman (son till den mördade polisen Nyman). Av de nyare Beckfilmerna, från 1997 och framåt, har Hamrell regisserat 11 stycken.[15]
- Helikopterhaveriet filmades utan tillstånd på långfredagen, vilket orsakade några protester från lokala kyrkor.
- Den arge demonstranten på Klara polisstation spelas av Torbjörn Tännsjö, som sedan gått vidare till att bli en professor i praktisk filosofi vid Stockholms universitet.
- Under attacken på polisbilen när den unge pojken drog det lilla barnet på cykeln från skottlinjen, tappades faktiskt barnet under fotograferingen. Scenen behölls i filmen.
- I filmen ”Beck - Okänd avsändare” (2001) säger Martin Beck att ett mordoffer hade varit bosatt på Dalagatan 34, d v s samma adress som mördaren i den här filmen.

### Fotnoter
1. ↑  läs online, Internet Movie Database , läst: 8 maj 2016.[källa från Wikidata]
2. ↑  läs online, Internet Movie Database .[källa från Wikidata]
3. ↑  Furhammar, Leif (1991). Filmen i Sverige: en historia i tio kapitel. Höganäs: Bra böcker i samarbete med Filminstitutet. sid. 322-23, 333, 339. Libris 1277279
4. ↑  Mannen på taket på Svensk Filmdatabas
5. ↑  Furhammar, Leif (1991). Filmen i Sverige: en historia i tio kapitel. Höganäs: Bra böcker i samarbete med Filminstitutet. sid. 339. Libris 1277279
6. ↑  Furhammar, Leif (1991). Filmen i Sverige: en historia i tio kapitel. Höganäs: Bra böcker i samarbete med Filminstitutet. sid. 322-23. Libris 1277279
7. ↑  Jansson, Malena. ”Action med hjärtat på rätta stället”. SvD.se. http://www.svd.se/action-med-hjartat-pa-ratta-stallet. Läst 13 mars 2016.
8. ↑  Carstensen, Hans. ”Varför så snåla med Extramaterial? - Blogg - Film för Alla” (på amerikansk engelska). Film för alla. Arkiverad från originalet den 14 mars 2016. https://web.archive.org/web/20160314121200/http://filmforalla.se/snala-med-extramaterial/. Läst 13 mars 2016.
9. ↑  ”Mannen på taket (Blu-ray)”. Arkiverad från originalet den 9 maj 2020. https://web.archive.org/web/20200509014651/http://www.studiosentertainment.se/mannen-pa-taket-blu-ray/. Läst 9 maj 2020.
10. ↑  http://www.rottentomatoes.com/m/man_on_the_roof/
11. ↑  ”Mannen på taket”. Aftonbladet. Arkiverad från originalet den 14 mars 2016. https://web.archive.org/web/20160314050554/http://wwwc.aftonbladet.se/puls/film/recension/0,1300,2000046514,00.html. Läst 13 mars 2016.
12. ↑  https://www.moviezine.se/movies/mannen-pa-taket
13. ↑  Gradvall et al 2009, nr. 455
14. ↑  ”Ingvar Hirdwall”. IMDb. http://www.imdb.com/name/nm0386335/. Läst 5 januari 2016.
15. ↑  ”Harald Hamrell”. IMDb. https://www.imdb.com/name/nm0359081/?ref_=ttfc_fc_cl_t8. Läst 12 september 2020.